# Crenshaw (Pensilvania)
Crenshaw es un lugar designado por el censo ubicado en el condado de Jefferson en el estado estadounidense de Pensilvania. En el año 2010 tenía una población de 468 habitantes y una densidad poblacional de 167,1 personas por km².

## Geografía
Crenshaw se encuentra ubicado en las coordenadas 41°14′53″N 78°45′13″O / 41.24806, -78.75361. Según la Oficina del Censo de los Estados Unidos, Crenshaw tiene una superficie total de 1,09 mi² (2,8 km²), de la cual 1,09 mi² (2,8 km²) corresponden a tierra firme y 0 mi² (0 km²) es agua.